# Georg Kuhlins
Georg Alexander Kuhlins (* 5. Januar 1944 in Bayreuth; † 15. Dezember 1990) war ein deutscher Ethnograph und Museumsdirektor.

## Leben
Das Studium schloss Georg Kuhlins als Diplom-Ethnograph ab. Er war zuletzt Direktor des Kreismuseums Bad Liebenwerda, lebte in Dobra und starb im Alter von 46 Jahren.
Kuhlins war unter anderem Mitglied im Arbeitskreis für Haus- und Siedlungsforschung. In seinen wissenschaftlichen Forschungen hatte er sich auf Volkskunde und Regionalgeschichte des Kreises Bad Liebenwerda im DDR-Bezirk Cottbus spezialisiert.
Unter seiner Leitung begann das Museum des Kreises Bad Liebenwerda 1976 mit der Herausgabe der Liebenwerdaer Museumshefte, an denen er sich aktiv beteiligte.

## Veröffentlichungen (Auswahl)
- Museum des Kreises Bad Liebenwerda (Hrsg.): Burg und Schloss Liebenwerda (= Liebenwerdaer Museumshefte. Heft 1). Bad Liebenwerda 1976.
- Museum des Kreises Bad Liebenwerda (Hrsg.): Denkmale und Denkmalpflege im Kreis Bad Liebenwerda (= Liebenwerdaer Museumshefte. Heft 3). Bad Liebenwerda 1980.
- 750 Jahre Saxdorf. 1230–1980. Rat der Gemeinde, [1980].
- Rat der Stadt Mühlberg (Hrsg.): Mühlberg, gestern, heute, morgen, 1230–1980. Rat der Stadt Mühlberg/Elbe, 1980.
- „Die Steinkreuze des Kreises Bad Liebenwerda“ in „Die Schwarze Elster-Unsere Heimat in Wort und Bild“. Nr. 579. Bad Liebenwerda 1980, S. 4–9.
- Unsere Taubenhäuser. In: Die Schwarze Elster. Nr. 585, 1982.
- Hans Nadler. Kreismuseum, Bad Liebenwerda, 1984.
- Stadtmuseum Mühlberg wieder eröffnet. In: Die Schwarze Elster Nr. 21 (598), Kreismuseum Bad Liebenwerda 1985.
- Amtsfeuerordnungen und Amtsspritze. In: Die Schwarze Elster Nr. 22 (599), Kreismuseum Bad Liebenwerda 1985.
- Wieviel Steinkreuze hat der Kreis Bad Liebenwerda? In: Die Schwarze Elster Nr. 22 (599), Kreismuseum Bad Liebenwerda 1985.
- Wilhelm Hasemann, Ein Maler aus dem Kreis Liebenwerda. In: Die Schwarze Elster Nr. 29 (606), Kreismuseum Bad Liebenwerda 1988.